# جشنواره بین‌المللی فیلم نیوزیلند
جشنواره بین‌المللی فیلم نیوزیلند (به انگلیسی: New Zealand International Film Festival) (اختصاری NZIFF) (مائوری: Whānau Mārama) یک جشنواره فیلم است که هر سال در نیمه دوم سال در نیوزیلند برگزار می‌شود، شروع این جشنواره در اوکلند در ماه ژوئیه می‌باشد.
این جشنواره که در سال ۱۹۸۴ از ادغام جشنواره بین‌المللی فیلم اوکلند (در سال ۱۹۶۹ایجاد شده بود) و جشنواره فیلم ولینگتون (در سال ۱۹۷۲ تأسیس شده بود) شکل گرفته، تا امروز رشد چشمگیری داشته است. مدیریت این جشنواره را تراست جشنواره فیلم نیوزیلند بر عهده دارد. در سال ۲۰۰۹، برای اولین مرتبه، جشنواره نام‌های منطقه ای گوناگون خود را کنار گذاشت و جشنواره‌های مختلف را تحت عنوان جشنواره بین‌المللی فیلم نیوزیلند یکپارچه کرد. این جشنواره در حوزه حمایت از سینمای نیوزیلند و فیلم‌سازان نیوزیلند دارای سابقه طولانی می‌باشد.